# Herman Wilhelm Bissen
Herman Wilhelm Bissen (Schleswig, 1798. október 13. – Koppenhága, 1868. március 10.) dán szobrász.

## Élete
Eleinte a koppenhágai akadémián a festészetre adta magát, később áttért a szobrászathoz. 1823-ban Rómába ment, Thorwaldsen tanítványa lett és ámbár mesterének finomságát és termékenységét nem érte el, senki sem közelítette meg jobban erőteljességben és a fölfogás férfias komolyságában. Már első jeles műve: a Walkür (1836) mutatja, hogy az Olimpus mellett a germán mítoszi alakoknak is helyet akart biztosítani a szobrászatban, később azonban a realisztikus irány felé hajolt. IV. Frigyes király és Adam Oehlenschläger képmásai elsőrangú képmásszobrásznak mutatják be, kitűnőek domborművei is a mainzi Gutenberg-emlékművön. Bissen 1850-ben a koppenhágai akadémia igazgatója lett.